# Безіменська сільська рада (Новоазовський район)
| Безіменська сільська рада — колишній орган місцевого самоврядування у Новоазовському районі Донецької області з адміністративним центром у с. Безіменне. Сільській раді були підпорядковані населені пункти: - с. Безіменне - с. Веденське - с. Качкарське - с. Митьково-Качкарі - с. Роза |

## Склад ради
Рада складалася з 20 депутатів та голови.

## Керівний склад сільської ради
| ПІБ                        | Основні відомості                                                         | Дата обрання | Дата звільнення |
| -------------------------- | ------------------------------------------------------------------------- | ------------ | --------------- |
| Деменко Віктор Миколайович | Сільський голова, 1958 року народження, освіта, безпартійний              | 26.03.2006   | 31.10.2010      |
| Жук Сергій Іванович        | Сільський голова, 1970 року народження, освіта вища, член Партії регіонів | 31.10.2010   |                 |

Примітка: таблиця складена за даними джерела